# Schiefe Ebene

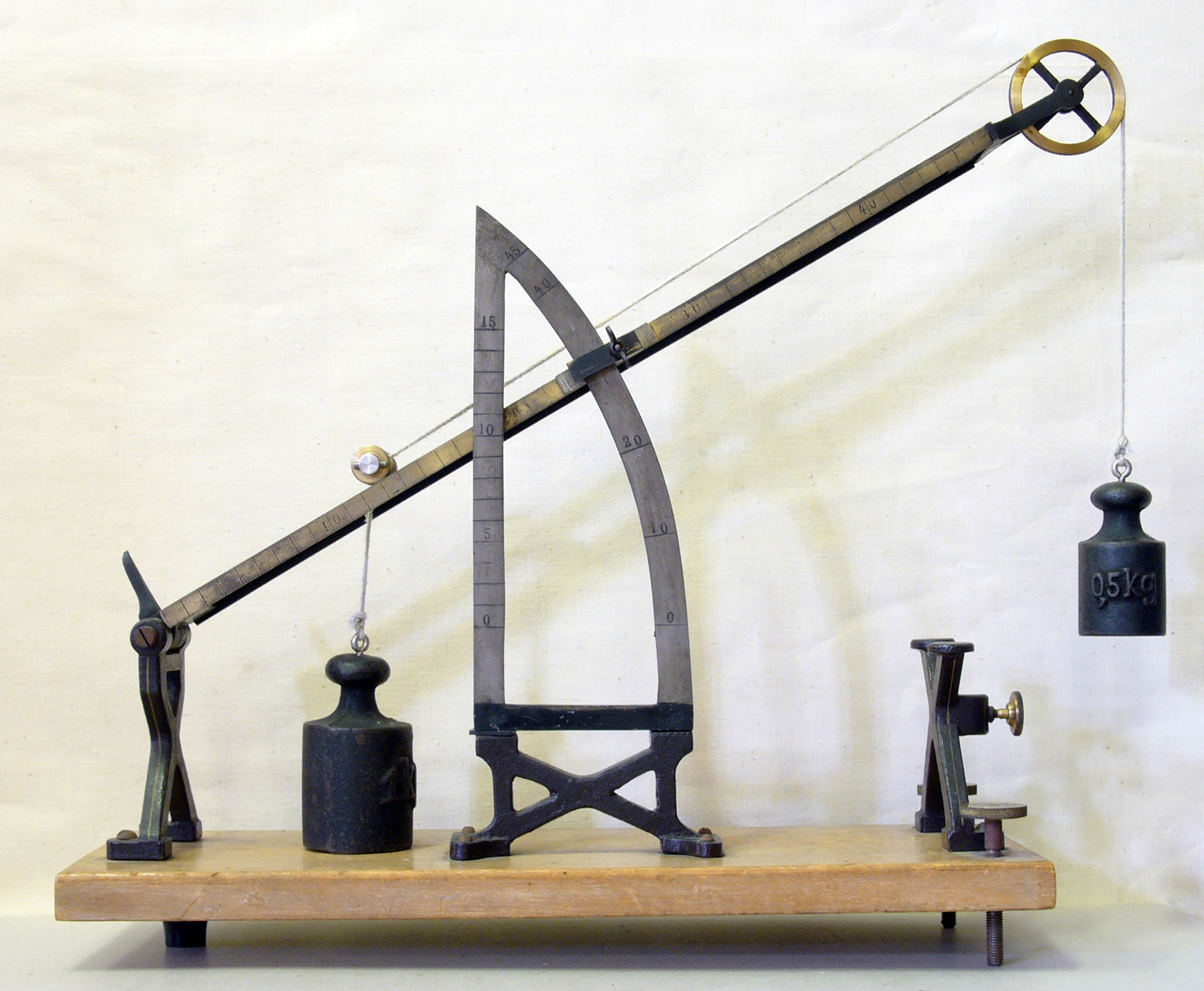
Demonstrationsgerät aus der Schulhistorischen Sammlung Bremerhaven. Die Rolle wird durch das Gewicht links belastet. Die Gewichtskraft rechts wirkt entgegen der Hangabtriebskraft. Durch Verringerung des Neigungswinkels wird erreicht, dass die Rolle die Ebene hochgezogen wird.

Eine schiefe, schräge oder geneigte Ebene (umgangssprachlich: Hang, Schiefe, Schräge bzw. Neigung) ist in der Mechanik eine ebene Fläche, die gegen die Horizontale geneigt ist. Sie wird verwendet, um den Kraftaufwand zur Höhenveränderung einer Masse zu verringern – der Arbeitsaufwand bleibt jedoch unverändert, da sich die Wegstrecke entsprechend verlängert (ähnlich wie beim Hebel oder dem Flaschenzug). Die schiefe Ebene gehört seit dem Altertum zu den elementarsten sogenannten einfachen Maschinen. Auf ihr beruhen zahlreiche mechanische Wirkweisen, sie bildet beispielsweise die Basis anderer einfacher Maschinen wie Keil oder Schraube.

## Verwendung im Alltag
Schiefe Ebenen finden sich in Form von Rampen z. B. als Laderampen, Fahrrad-, Rollstuhlrampen oder Auffahrrampen bei Autotransportern. Sie dienen dazu, Höhenunterschiede für Fahrzeuge zu überwinden oder schwere Lasten leichter auf- oder abzuladen. Im Altertum wurden sie zum Transport von Steinen und beim Bau großer Bauwerke verwendet. Aber auch bei Serpentinen im Gebirge wird ausgenutzt, dass ein Höhenunterschied leichter überwunden werden kann, wenn der Anstieg auf eine größere Strecke verteilt wird.
Schrauben lassen sich als Zylinder mit einer aufgewickelten schiefen Ebene betrachten. Diese bewegt sich relativ zum Körper, der sich nicht mitdreht. Der Keil nutzt dasselbe Prinzip, um große Kräfte senkrecht zur schiefen Ebene zu erzeugen.

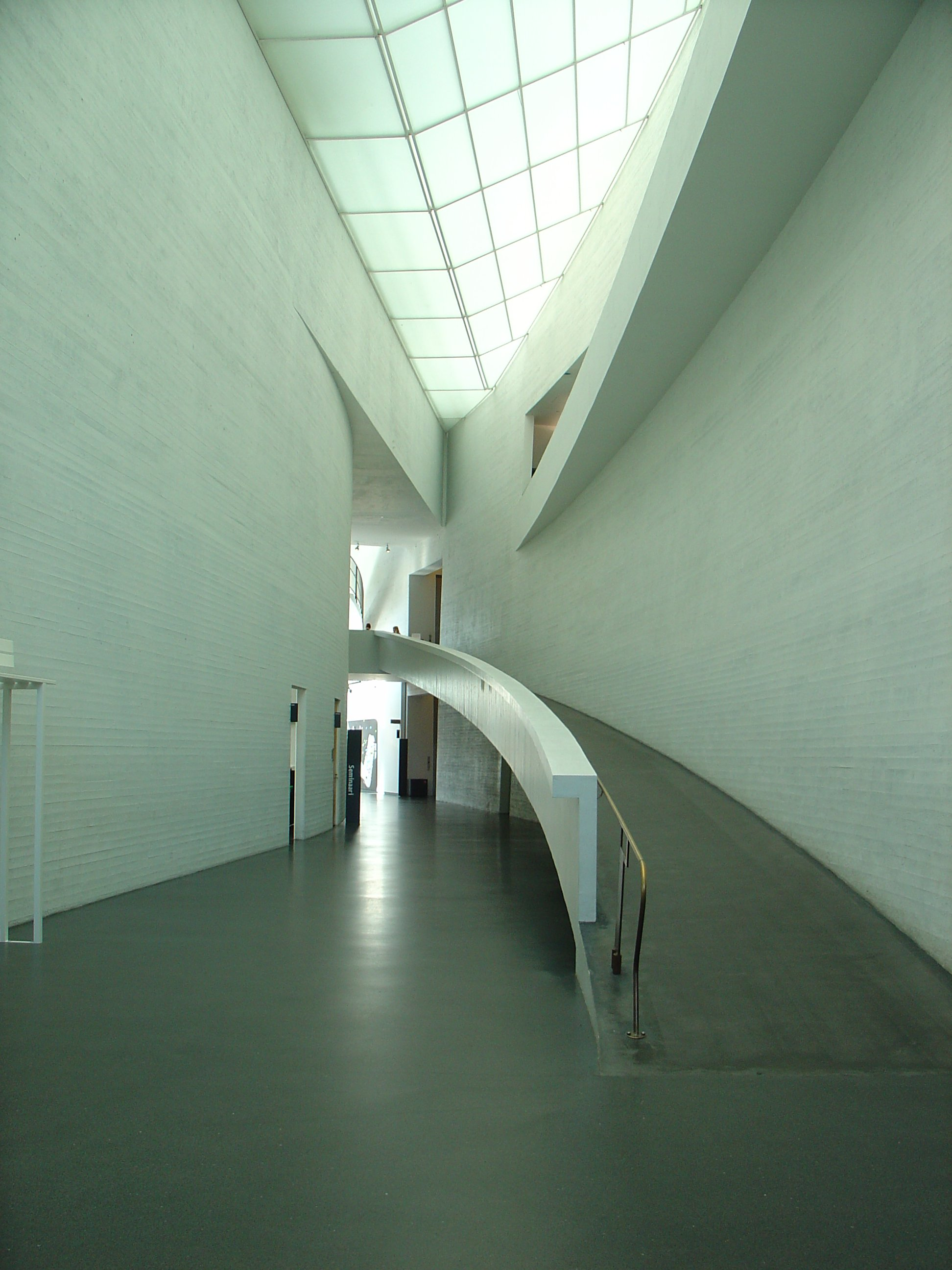
Eine Rampe verschafft Zugang zum Obergeschoss.
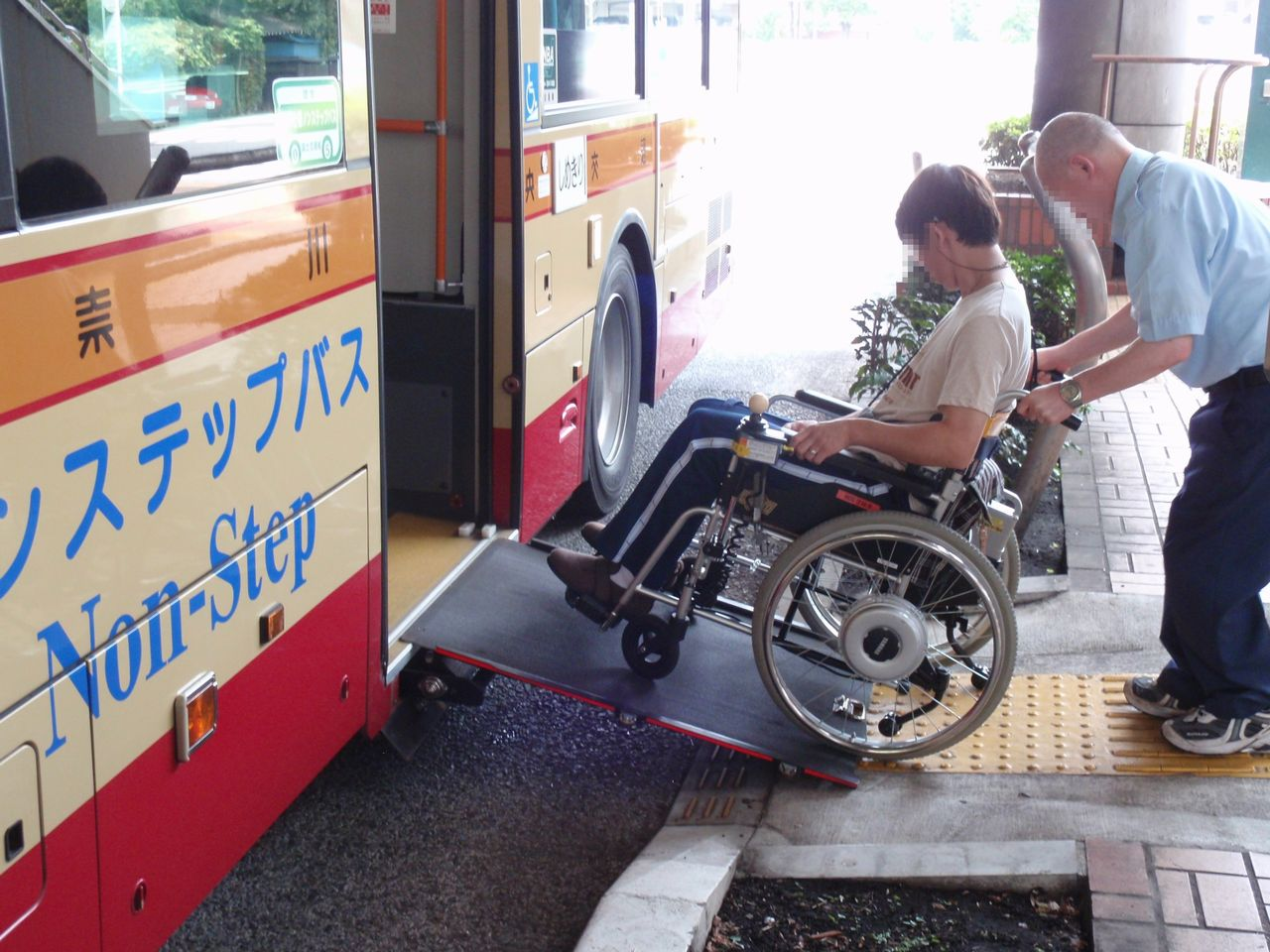
Rollstuhlrampe
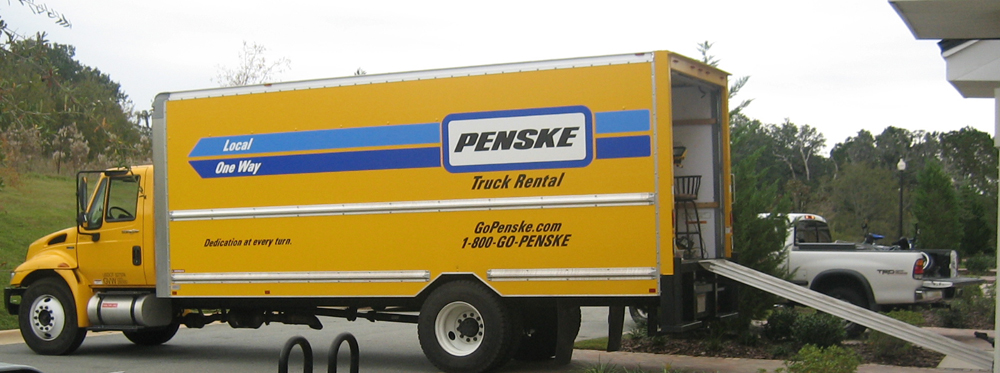
Laderampe eines LKW
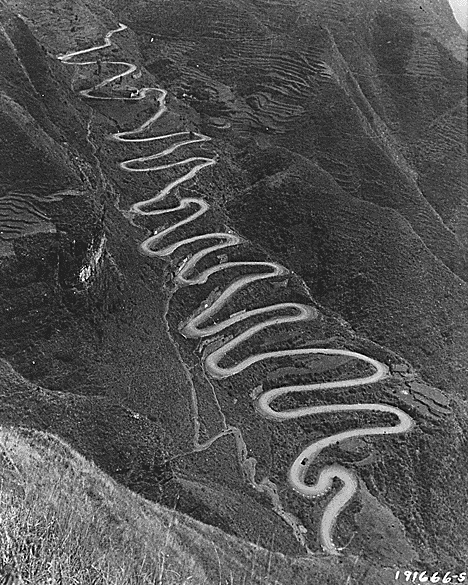
Straße in Burma, Assam, Indien, durch Burma nach China, 1945
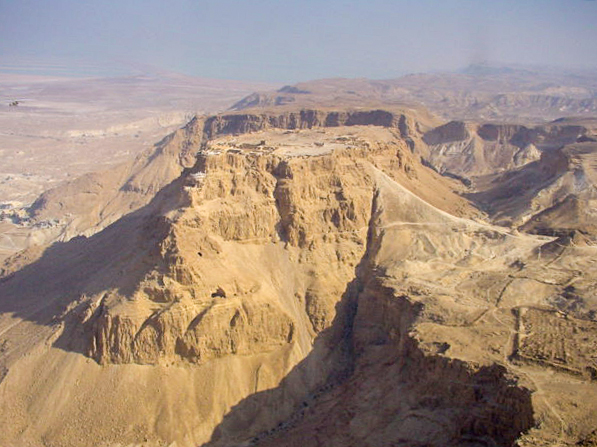
Erdrampe von den Römern bei der Belagerung von Masada erbaut

## Geschichte
Die schiefe Ebene gehört zu den ältesten Hilfsmitteln der Menschheit. Die Errichtung von Megalithgräbern in der Jungsteinzeit ist ohne schiefe Ebenen nicht denkbar. Die Verwendung von Rampen beim Bau der ägyptischen Pyramiden ist nicht endgültig geklärt, wobei es dazu verschiedene Theorien gibt. Reste einer Erdrampe, die bei der Belagerung von Masada etwa 70 n. Chr. von den Römern errichtet wurde, sind bis heute erhalten.
Durch Experimente mit einer Fallrinne widerlegte Galileo Galilei die Bewegungslehre des Aristoteles. Er entdeckte, dass die Fallgeschwindigkeit proportional zur verstrichenen Zeit zunimmt. Die schiefe Ebene diente dazu, die Bewegung im Vergleich zum freien Fall zu verlangsamen und so einer genaueren Beobachtung zugänglich zu machen. Simon Stevin bewies mit seinem Gedankenexperiment mit einer Kette, dass der Hangabtrieb auf zwei gegeneinander geneigten Ebenen bei gleichem Höhenunterschied im umgekehrten Verhältnis zu deren Längen steht.
Als historisches Arbeitsgerät diente die Schrotleiter dazu, schwere Fässer zu heben oder herabzulassen.

## Anwendungen der schiefen Ebene

### Bezeichnungen

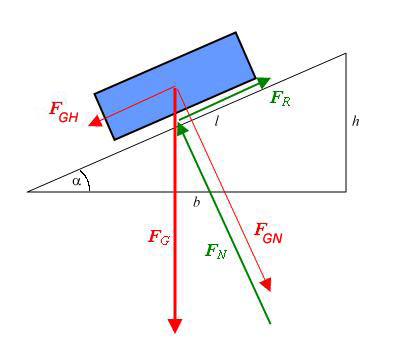
Schiefe Ebene
Rot ist die Gewichtskraft und ihre Zerlegung in die Komponenten, grün sind die Kontaktkräfte zwischen Körper und Unterlage.

Zur Berechnung der Kräfte auf der schiefen Ebene werden folgende Bezeichnungen verwendet:
{\displaystyle F_{\mathrm {G} }\,}: Gewichtskraft,
{\displaystyle F_{\mathrm {GN} }\,}: Normalkomponente der Gewichtskraft {\displaystyle F_{\mathrm {G} }\,},
{\displaystyle F_{\mathrm {N} }\,}: Normalkraft,
{\displaystyle F_{\mathrm {GH} }=F_{\mathrm {H} }\,}: Hangabtriebskraft,
{\displaystyle F_{\mathrm {R} }\,}: Reibungskraft,
{\displaystyle \mu _{\mathrm {H} }\,}: Haftreibungs-Koeffizient,
({\displaystyle \mu \,}: Gleitreibungskoeffizient),
{\displaystyle \alpha \,}: Neigungswinkel der schiefen Ebene,
{\displaystyle h\,}: Höhe der schiefen Ebene,
{\displaystyle b\,}: Basis der schiefen Ebene,
{\displaystyle l\,}: Länge der schiefen Ebene.

### Statisches Gleichgewicht
Stellt man einen Körper auf eine schiefe Ebene, so muss im statischen Gleichgewicht der Hangabtrieb durch eine äußere Kraft kompensiert werden. Diese Kraft kann durch eine Haltevorrichtung oder durch Haftreibung erzeugt werden. Beim letzteren Fall darf die Hangabtriebskraft die Haftreibungskraft nicht übersteigen. Ist der Winkel der schiefen Ebene zu groß oder die Reibung zu gering, beginnt der Körper zu rutschen – dies geschieht beispielsweise bei einem Auto, das bei Glatteis an einer Steigung geparkt werden soll und abrutscht.
Die Gewichtskraft {\displaystyle F_{\mathrm {G} }=m\cdot g} kann aufgeteilt werden in eine Komponente senkrecht zur schiefen Ebene (Normalkraftkomponente {\displaystyle F_{\mathrm {GN} }}) und eine Komponente parallel zur schiefen Ebene (Hangabtrieb {\displaystyle F_{\mathrm {GH} }}).
{\displaystyle F_{\mathrm {GN} }=m\cdot g\cos \alpha }
{\displaystyle F_{\mathrm {GH} }=m\cdot g\sin \alpha }
An der Kontaktfläche zwischen Körper und schiefer Ebene wirken eine Normalkraft {\displaystyle F_{\mathrm {N} }} und eine Reibungskraft {\displaystyle F_{\mathrm {R} }\,}.
Wenn der Körper in Ruhe sein soll, muss die Reibungskraft {\displaystyle F_{\mathrm {R} }} gerade gleich groß sein wie der Hangabtrieb:
{\displaystyle \ F_{\mathrm {R} }=F_{\mathrm {GH} }\,}.
Entsprechend gilt auch für das Gleichgewicht senkrecht zur schiefen Ebene:
{\displaystyle \ F_{\mathrm {N} }=F_{\mathrm {GN} }\,}.
Mit dem Reibungsgesetz:
{\displaystyle F_{\mathrm {R} }\leq \mu _{\mathrm {H} }F_{\mathrm {N} }}
ergibt sich als notwendige Bedingung:
{\displaystyle \mu _{\mathrm {H} }\geq \tan \alpha \,}.
Wenn der Neigungswinkel {\displaystyle \!\ \alpha } zu groß oder der Haftreibungskoeffizient {\displaystyle \mu _{\mathrm {H} }\,} zu klein ist, so ist kein Gleichgewicht möglich und der Körper rutscht.
Bei kleinen Winkeln, wie sie im Straßenverkehr üblich sind, gilt: {\displaystyle \tan \alpha \approx \sin \alpha \approx \alpha }. Bei Blitzeis mit einem Reibbeiwert 0,1 für Gummireifen dürfte die Neigung der Straße maximal 5,7 Grad oder etwa 6 % betragen. Dieser maximale Steigungswert ist auch nach DIN 18040-1 für Rampen im öffentlichen Raum vorgeschrieben, um Rollstuhlfahrern den Zugang aus eigener Kraft zu ermöglichen.

### Stationäre Bewegung

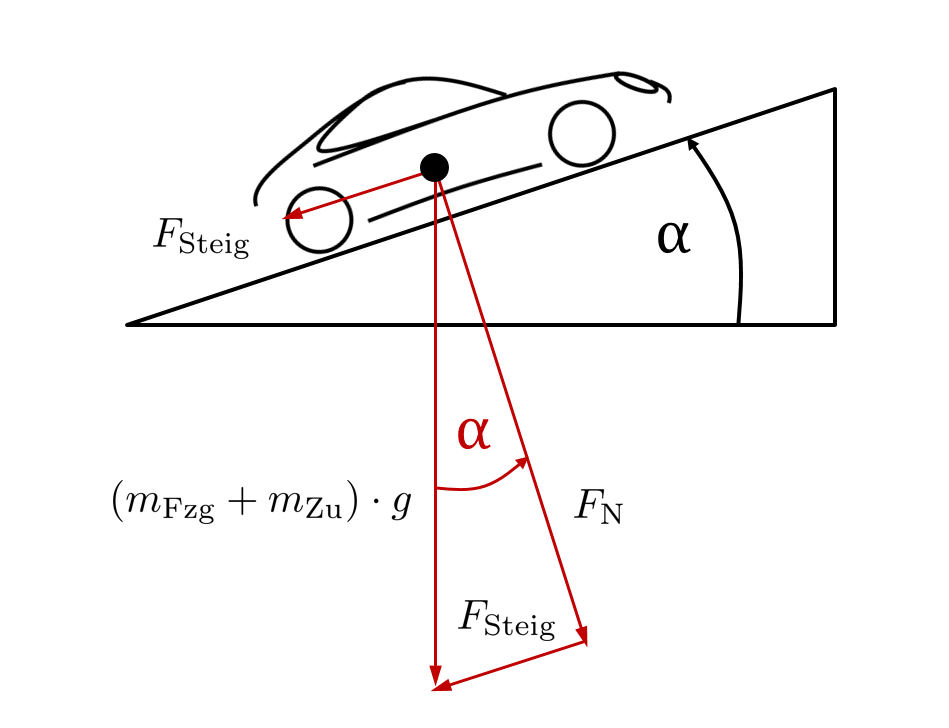
Hangabtrieb eines Fahrzeugs auf der schiefen Ebene

Bei Körpern, die auf der festen schiefen Ebene abrollen, ohne dass eine merkliche Gleitgeschwindigkeit am Berührpunkt auftritt, gilt der Energieerhaltungssatz. Die verrichtete Arbeit ist unabhängig vom Weg. Dieser Fall tritt auf griffiger Fahrbahn bei Fahrzeugen oder beim Be- und Entladen von Fässern auf. Für die Arbeit bei einem Anstieg um die Höhe {\displaystyle h} in vertikaler Richtung gilt:
{\displaystyle A=F_{\mathrm {G} }\cdot h}.
Die Arbeit entlang der schiefen Ebene:
{\displaystyle A=F_{H}\cdot l=F_{\mathrm {G} }\cdot h} ist mit der Arbeit in vertikaler Richtung identisch.
Der Zusammenhang {\displaystyle F_{H}\cdot l=F_{\mathrm {G} }\cdot h} wird als „Goldene Regel der Mechanik“ bezeichnet, die Galilei 1594 so formulierte:

„Was man an Kraft spart, muss man an Weg zusetzen“

Hangabtrieb und Gewicht stehen im Verhältnis:
{\displaystyle {\frac {F_{H}}{F_{\mathrm {G} }}}={\frac {h}{l}}}.
Der Hangabtrieb wird bei Fahrzeugen durch Kräfte an den Rädern kompensiert. Da diese durch Kraftschluss übertragen werden, muss die Neigung deutlich geringer als 45° sein. Die Baldwin Street, die als steilste Straße der Welt gilt, erfordert bei einer Neigung von 19,3° einen Reibwert von {\displaystyle \mu =0{,}35} und ist bei winterlichen Verhältnissen deutlich zu steil.

### Beschleunigte Bewegung

#### Gleiten
Wenn die Gleichgewichtsbedingung nicht erfüllt ist, erfährt der Körper eine gleichmäßige Beschleunigung.
{\displaystyle g^{*}=g\cdot \sin \alpha -\mu g\cdot \cos \alpha }
Da dies langfristig zu einer immer größeren Geschwindigkeit führen würde, können diese Bedingungen immer nur für einen begrenzten Zeitraum aufrechterhalten bleiben. Beim Skifahren z. B. durch eine Route nicht direkt in der Falllinie, oder bei Radrennfahrern durch den Luftwiderstand.

#### Freier Fall

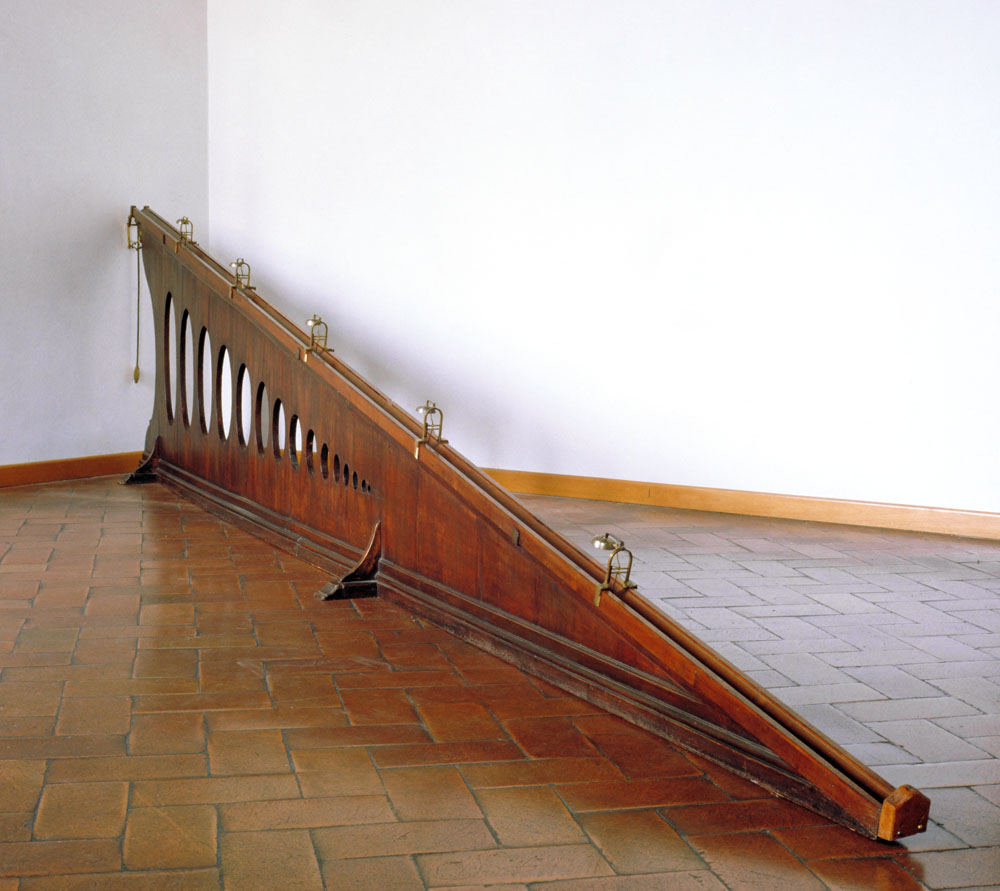
Gerät zur Demonstration der gleichmäßig beschleunigten Bewegung eines rollenden Körpers auf einer schiefen Ebene, Museo Galileo, Florence.

Versuche mit einer Fallrinne ermöglichten es Galilei, seine Hypothese zum Bewegungsablauf beim freien Fall zu überprüfen. Mit einer schiefen Ebene kann der Vorgang so verlangsamt werden, dass der zeitliche Verlauf auch mit den ungenauen Mitteln seiner Zeit beobachtbar wurde. Im Folgenden wird die Bewegungsgleichung für einen Körper hergeleitet, der eine schiefe Ebene herunterrollt. Die Rollreibung ist im Vergleich zur Gleitreibung wesentlich geringer und wird vernachlässigt.
Für die Geschwindigkeit im Schwerpunkt eines Körpers wie Fass, Zylinder oder Kugel, der, ohne zu gleiten, auf der schiefen Ebene abrollt, gilt: {\displaystyle v=\omega \cdot r}. Für die Beschleunigung entsprechend: {\displaystyle a={\dot {\omega }}\cdot r}.
Im Schwerpunkt soll parallel zur schiefen Ebene außer der Hangabtriebskraft keine weitere Kraft angreifen. Die Winkelbeschleunigung ergibt sich aus den Momenten um den Berührpunkt:
{\displaystyle (\Theta +mr^{2})\cdot {\dot {\omega }}=F_{H}\cdot r}.
Mit dem Trägheitsradius {\displaystyle i} gemäß {\displaystyle \Theta =m\cdot i^{2}} gilt
{\displaystyle {\dot {\omega }}={\frac {g\sin \alpha \cdot r}{i^{2}+r^{2}}}}.
Damit errechnet sich die Beschleunigung zu:
{\displaystyle a=g\cdot \sin \alpha \cdot {\frac {r^{2}}{i^{2}+r^{2}}}}.
Mit der Abkürzung {\displaystyle c_{F}={\frac {r^{2}}{i^{2}+r^{2}}}} gilt:
{\displaystyle a=g\cdot c_{F}\cdot \sin \alpha }.
Die Beschleunigung ist proportional zur Erdbeschleunigung, wird aber durch das Verhältnis der Höhe zur Länge der schiefen Ebene reduziert ({\displaystyle \sin \alpha ={\tfrac {h}{l}}}). Da die Beschleunigung konstant ist, bewegt sich der Körper gleichmäßig beschleunigt mit dem Geschwindigkeit-Zeit-Gesetz:
{\displaystyle v=a\cdot t}
und dem Weg-Zeit-Gesetz:
{\displaystyle s={\frac {1}{2}}a\cdot t^{2}}.
Die Zeit die benötigt wird um die Strecke {\displaystyle s} zurückzulegen, errechnet sich aus dem Weg-Zeit-Gesetz zu:
{\displaystyle t={\sqrt {\frac {2s}{g\cdot c_{F}\cdot \sin \alpha }}}}.
Durch seine Messungen stellte Galilei fest, dass das Verhältnis unterschiedlicher Rollwege im Verhältnis zu den Quadraten der benötigten Zeit steht.
{\displaystyle {\frac {s_{1}}{s_{2}}}={\frac {t_{1}^{2}}{t_{2}^{2}}}}
Wie er in seinem Buch Discorsi e dimostrazioni matematiche beschrieb, bestätigte seine Hypothese, dass die Geschwindigkeit linear mit der Zeit zunimmt. Die Wegstrecke kann dann auch aus der mittleren Geschwindigkeit {\displaystyle {\overline {v}}={\tfrac {1}{2}}a\cdot t} berechnet werden:
{\displaystyle s={\overline {v}}\cdot t\Rightarrow s={\frac {1}{2}}a\cdot t^{2}}.
Das Trägheitsmoment ist von der Massenverteilung abhängig und kann durch den Trägheitsradius {\displaystyle i} ausgedrückt werden ({\displaystyle \mathbf {\Theta } =m\cdot i^{2}}). Für einen homogenen Vollzylinder ist das Trägheitsmoment {\displaystyle \mathbf {\Theta } =m\cdot r^{2}/2}. Für einen Hohlzylinder mit vernachlässigbar dünnem Rand ist das Trägheitsmoment {\displaystyle \mathbf {\Theta } =m\cdot r^{2}}. Unabhängig davon, aus welchen Materialien der eine und der andere gefertigt sind und unabhängig von den Radien der Körper, rollt demnach ein Hohlzylinder langsamer die schiefe Ebene herunter als ein Vollzylinder.
Die Geschwindigkeit am Ende der schiefen Ebene ergibt sich zu:
{\displaystyle v={\sqrt {2g\cdot c_{F}\cdot h}}}.
Sie unterscheidet sich von der des freien Falls lediglich um den formabhängigen Faktor {\displaystyle c_{F}} (Punktmasse 1, Vollzylinder 2/3, Hohlzylinder 1/2, Kugel 5/7). Die Dauer des Vorgangs lässt sich aber durch die Neigung deutlich verlängern. Galilei verwendete für seine Versuche eine Rinne mit 12 Ellen Länge deren Neigungswinkel er veränderte. Bei einer Anhebung um eine Elle entsprechend 4,8° Neigung konnte der Vorgang so auf etwa 5 s verlängert werden. Eine Rekonstruktion seines Arbeitszimmers findet sich im Deutschen Museum.

### Bewegung mit Luftwiderstand
Im Folgenden soll die Luftwiderstandskraft {\displaystyle F_{W}} bei der Bewegung des Körpers der auf einer schiefen Ebene berücksichtigt werden.
{\displaystyle F_{W}={\frac {\rho }{2}}c_{\mathrm {w} }A\,v^{2}=kv^{2}}
Die Konstante {\displaystyle k\,} ist von der Form des Körpers und der Dichte des strömenden Mediums abhängig.
Hierbei ist:
{\displaystyle c_{\mathrm {w} }\,}: der Widerstandsbeiwert,
{\displaystyle A\,}: die Körperquerschnittsfläche,
{\displaystyle \rho \,}: die Dichte des strömenden Mediums.

#### Gleiten
Auf den Körper wirken parallel zur schiefen Ebene der Hangabtrieb, sowie die Reibungskraft und der Luftwiderstand. Die Newtonsche Bewegungsgleichung lautet:
{\displaystyle m\cdot a=F_{H}-F_{R}-F_{\mathrm {W} }}
oder:
{\displaystyle m{\dot {v}}+kv^{2}=mg\cdot (\sin \alpha -\mu \cos \alpha )}.
Es wird von dem Fall: {\displaystyle \tan \alpha >\mu } ausgegangen. Mit
{\displaystyle g^{*}=g\cdot (\sin \alpha -\mu \cos \alpha )}
Ansatz:
{\displaystyle v(t)=v_{\infty }\tanh bt\Rightarrow {\dot {v}}={\frac {v_{\infty }b}{\cosh ^{2}\left(bt\right)}}}

Zeit-Geschwindigkeitsdiagramm (Zeitachsen-Skalierung ist eher symbolisch zu verstehen)

Durch Einsetzen in die Differenzialgleichung erhält man unter Berücksichtigung von:
{\displaystyle \cosh ^{2}\left(bt\right)=1+\sinh ^{2}\left(bt\right)}
und durch Koeffizientenvergleich:
{\displaystyle v(t\rightarrow \infty )=v_{\infty }={\sqrt {\frac {m\cdot g^{*}}{k}}}} und
{\displaystyle b={\frac {g^{*}}{v_{\infty }}}\,}.
Als Lösung ergibt sich:
{\displaystyle v=v_{\infty }\tanh \left[{\frac {g^{*}}{v_{\infty }}}\cdot t\right]\,}.
{\displaystyle v_{\infty }} ist die Endgeschwindigkeit.
{\displaystyle \tanh x} ist der Tangens hyperbolicus.
Bei einer Neigung einer Skischanze von 37° und einem Reibwert von 0,03 ergibt sich mit einem cw·A-Wert von 0,224 (A geschätzt 0,32 m², cw geschätzt 0,7, g*=5,67 m/s2, k=0,134, m=70 kg) 196 km/h. Die Sprungtürme von Skischanzen sind also nicht darauf ausgelegt diese Geschwindigkeiten zu erreichen.

#### Rollen
Im Folgenden wird ein Fahrzeug mit der Gesamtmasse {\displaystyle m} behandelt, das eine Neigung herabrollt. Wenn im Berührpunkt zwischen Reifen und Fahrbahn keine Relativgeschwindigkeit auftritt, gibt es keine Reibungskraft. Eine Kraft in gleicher Richtung wird aber benötigt um die Winkelgeschwindigkeit der Räder zu erhöhen. Formal ist daher die Newtonsche Bewegungsgleichung identisch mit dem Fall Gleiten:
{\displaystyle m\cdot a=F_{\mathrm {H} }-F_{\mathrm {R} }-F_{\mathrm {W} }}
Wenn man vereinfachend annimmt, dass alle Räder gleich schwer sind und das gleiche Trägheitsmoment besitzen, so ergibt sich für die erforderliche Kraft für die Summe aller Räder:
{\displaystyle F_{\mathrm {R} }=m_{\text{Rad}}\cdot a{\frac {i^{2}}{r^{2}}}}
Eingesetzt in die Newtonsche Bewegungsgleichung:
{\displaystyle \left(m+m_{\text{Rad}}{\frac {i^{2}}{r^{2}}}\right)\cdot {\dot {v}}+kv^{2}=mg\sin \alpha }
Diese Gleichung entspricht formal der Gleichung die für den Fall Gleiten hergeleitet wurde. Sie hat also auch den gleichen Lösungsansatz. Die Endgeschwindigkeit ergibt sich zu:
{\displaystyle v(t\rightarrow \infty )=v_{\infty }={\sqrt {\frac {m\cdot g\sin \alpha }{k}}}}.
Für einen Fahrer auf einem Rennrad mit der Gesamtmasse von 80 kg das ein Gefälle von 10 % herabrollt ergibt sich eine Endgeschwindigkeit von 82 km/h. Für cW·A wird mit Rennfahrerhaltung ein Wert von 0,25 m² angenommen. Bei einem cW·A Wert von 0,36 m² bei normaler Körperhaltung würde man eine Geschwindigkeit von 68 km/h erzielen.

### Schraube

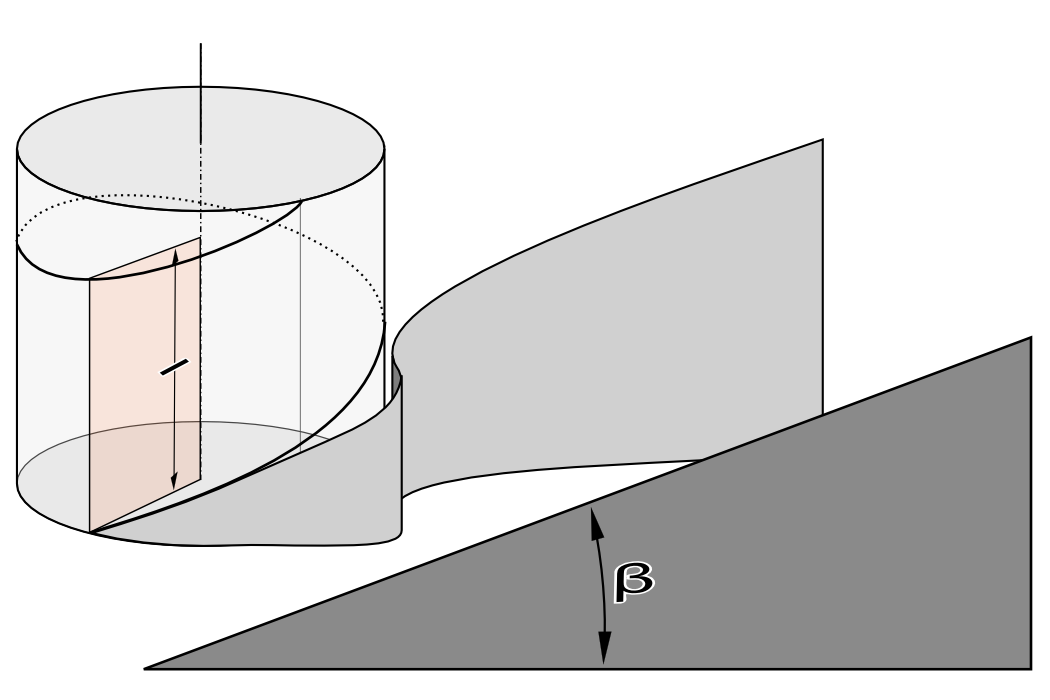
Darstellung eines Gewindes als schiefe Ebene; l stellt die Steigung und β den Steigungswinkel dar

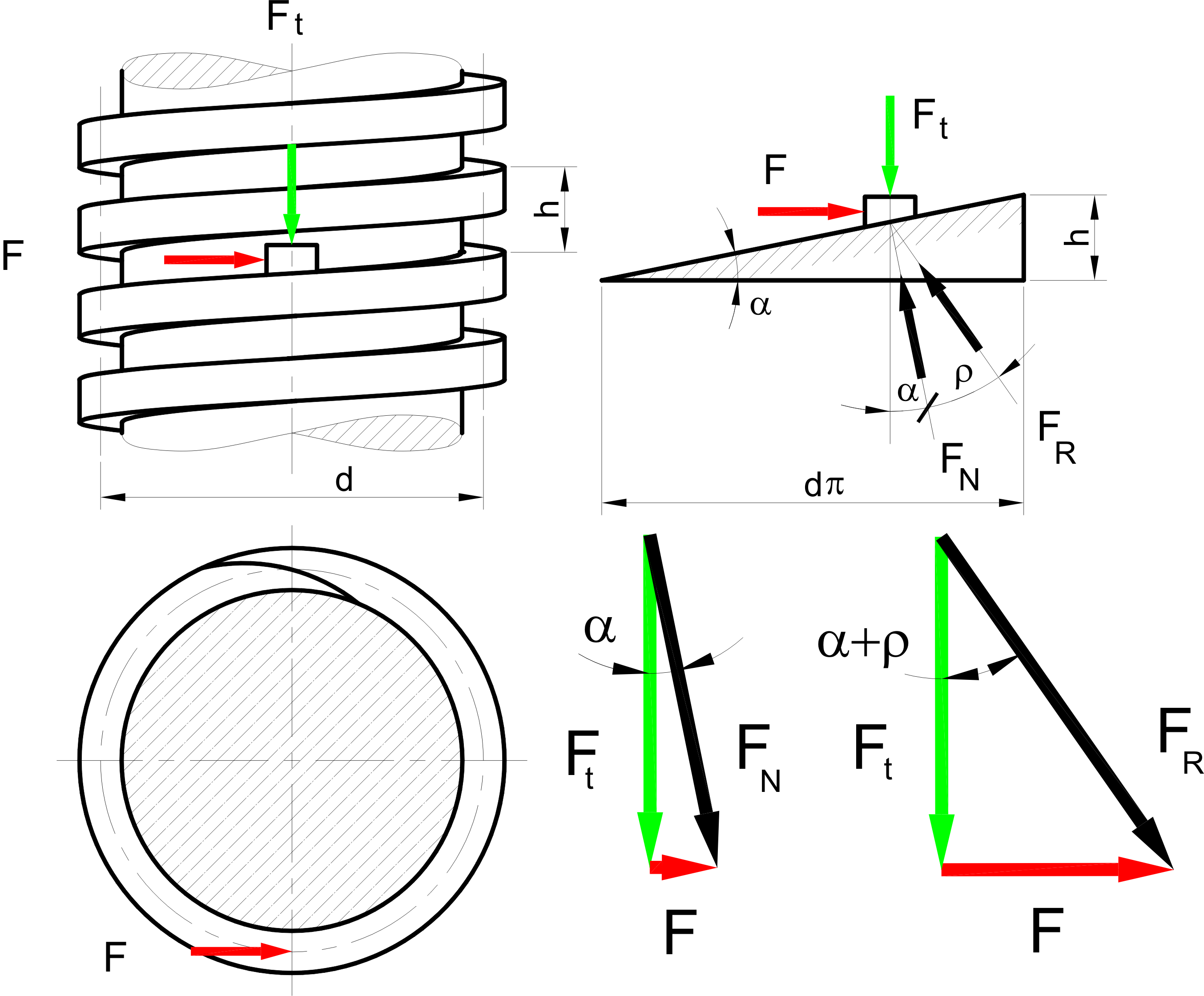
Kräftezerlegung an der Schraube. F: Tangentialkraft, F_{t}: Zugkraft

Der im Alltag häufigste Anwendungsfall der schiefen Ebene ist die Schraube. Die Schraube kann als schiefe Ebene betrachtet werden, die um einen Zylinder gewickelt wird. Im Grenzfall einer reibungsfreien Schraube kann der Energieerhaltungssatz angewandt werden. Die Arbeit aus Drehmoment {\displaystyle M} und Verdrehwinkel der Schraube entspricht der Arbeit aus Zugkraft {\displaystyle F_{\mathrm {t} }} und Verschiebung.
Die Steigung {\displaystyle h} einer Schraube ist als Differenz der Schraubengänge definiert. Bei einer Drehung um den Winkel {\displaystyle \phi =2\pi } bewegt sich die Schraube um diese Strecke.
{\displaystyle z={\frac {\phi }{2\pi }}\cdot h}
Für die Arbeit gilt:
{\displaystyle M\cdot \phi =F_{\mathrm {t} }\cdot z}
und damit ergibt sich für die Zugkraft:
{\displaystyle F_{\mathrm {t} }={\frac {M}{h}}\cdot 2\pi }.
Zwischen Schraube und Mutter wirkt an der Kontaktfläche der Gewindegänge eine Normalkraft. Diese kann in eine Tangentialkomponente und eine Komponente in Längsrichtung der Schraube zerlegt werden. Die Tangentialkomponente sorgt für das Momentengleichgewicht um die Achse der Schraube. Die Zugkraft spannt die Verbindung. Durch die Steigung der Schraube wird so eine geringere Kraft in tangentialer Richtung in eine größere Kraft in Längsrichtung gewandelt.
Große Kräfte können daher bei gleichem Drehmoment mit Schrauben geringer Steigung erzielt werden. Für die Selbsthemmung der Verbindung ist Reibung erforderlich. Dies kann im Wirkungsgrad {\displaystyle \eta } berücksichtigt werden:
{\displaystyle F_{\mathrm {t} }=\eta {\frac {M}{h}}\cdot 2\pi }